# Ковдорский район
Ковдорский район — административно-территориальная единица (район) в Мурманской области России. В рамках организации местного самоуправления в его границах функционирует Ковдорский муниципальный округ (до 2021 года — городской округ Ковдорский район).
Административный центр — город Ковдор.

## География
Площадь 4 066 км². Относится к районам Крайнего Севера. Климат умеренно-холодный, с продолжительной зимой и прохладным дождливым летом. Средние температуры в январе и феврале составляют −13...−15 градусов, июля +14, абсолютный минимум температур −53 градуса, максимум +33. Снежный покров глубокий, снег лежит более 200 дней в году.

## История
Активное освоение района началось в 1930-е годы, когда в районе деревни Ёна были найдены запасы мусковита.
В 1933 году в районе современного города Ковдор найдены большие запасы железной руды.
С 1953 года началось строительство Ковдорского горно-обогатительного комбината.
В 1956 году Ковдор преобразован в посёлок городского типа (рабочий посёлок), а в 1965 году получил статус города.
В 1979 году образован Ковдорский район, включивший в себя город Ковдор и Ёнский сельский совет, преобразованный в 1999 году в Ёнскую сельскую администрацию, а в 2002 году — в Ёнский сельский территориальный округ.
В рамках организации местного самоуправления в границах района с 2006 года функционировало муниципальное образование Ковдорский район со статусом городского округа, с 1 января 2021 года — муниципальное образование Ковдорский муниципальный округ.
В рамках административно-территориального устройства Ковдорский район продолжает выделяться как административно-территориальная единица области.

## Население
| \| 1989[9] \| 2002[10] \| 2009[11] \| 2010[12] \| 2011[13] \| 2012[14] \| 2013[15] \| \| -------- \| -------- \| -------- \| -------- \| -------- \| -------- \| -------- \| \| 36 786 \| ↘24 404 \| ↘22 100 \| ↘21 297 \| ↘21 210 \| ↘20 714 \| ↘20 258 \| \| 2014[16] \| 2015[17] \| 2016[18] \| 2017[19] \| 2018[20] \| 2019[21] \| 2020[22] \| \| ↘19 791 \| ↘19 506 \| ↘19 162 \| ↘18 912 \| ↘18 609 \| ↘18 366 \| ↘18 156 \| \| 2021[23] \| 2023[3] \| \| \| \| \| \| \| ↘17 182 \| ↘16 762 \| \| \| \| \| \| 10 000 20 000 30 000 40 000 1989 2012 2017 2023 |         |         |         |         |         |         |
| 1989 | 2002    | 2009    | 2010    | 2011    | 2012    | 2013    |
| 36 786 | ↘24 404 | ↘22 100 | ↘21 297 | ↘21 210 | ↘20 714 | ↘20 258 |
| 2014 | 2015    | 2016    | 2017    | 2018    | 2019    | 2020    |
| ↘19 791 | ↘19 506 | ↘19 162 | ↘18 912 | ↘18 609 | ↘18 366 | ↘18 156 |
| 2021 | 2023    |         |         |         |         |         |
| ↘17 182 | ↘16 762 |         |         |         |         |         |

Максимальной численности население района достигло в конце 1980-х — начале 1990-х годов (в районе согласно результатам Всесоюзной переписи населения 1989 года проживало 36 786 человек).

### Урбанизация
В городских условиях (город Ковдор) проживают 92.01 % населения района.

### Национальный состав
По итогам переписи населения 2020 года проживали следующие национальности (национальности менее 0,1 % и другое, см. в сноске к строке «Другие»):
| Национальность | Численность, чел. | Доля     |
| -------------- | ----------------- | -------- |
| Русские        | 12 345            | 71,85 %  |
| Украинцы       | 432               | 2,51 %   |
| Татары         | 168               | 0,98 %   |
| Белорусы       | 158               | 0,92 %   |
| Саамы          | 91                | 0,53 %   |
| Мордва         | 70                | 0,41 %   |
| Азербайджанцы  | 37                | 0,22 %   |
| Карелы         | 35                | 0,20 %   |
| Молдаване      | 26                | 0,15 %   |
| Армяне         | 25                | 0,15 %   |
| Другие         | 3795              | 22,08 %  |
| Итого          | 17 182            | 100,00 % |

## Населённые пункты
В состав района (муниципального округа) входят 6 населённых пунктов:
| № | Населённый пункт | Тип населённого пункта | Население |
| - | ---------------- | ---------------------- | --------- |
| 1 | Ёна              | село                   | ↘314      |
| 2 | Ёнский           | населённый пункт       | ↘1002     |
| 3 | Ковдор           | город                  | ↘15 423   |
| 4 | Куропта          | населённый пункт       | ↘90       |
| 5 | Лейпи            | населённый пункт       | ↘346      |
| 6 | Риколатва        | населённый пункт       | ↘193      |

5 сельских населённых пунктов образуют Ёнский сельский территориальный округ с центром в н.п. Ёнский.

### Упразднённые населённые пункты
3 ноября 1999 года упразднён населённый пункт Уполокша, согласно Закону Мурманской области от 03 ноября 1999 года № 162-01-ЗМО «Об упразднении некоторых населённых пунктов Мурманской области».
26 октября 2007 года упразднён населённый пункт Слюда.

## Местное самоуправление
Главы администрации
- Сомов Сергей Борисович — глава Ковдорского района

Председатель Совета депутатов Ковдорского района
- Филипишин Александр Иванович

## Экономика
Крупнейшее предприятие района — Ковдорский горно-обогатительный комбинат. Действует несколько небольших предприятий по лесозаготовке. Развита сфера торговли и услуг. Работает отделение «Сбербанка». Развитое в условиях севера сельское хозяйство (Лейпи)
Работает предприятие «Ковдорслюда», которое находится на грани банкротства.

## Транспорт
Через район проходят автомобильная трасса (протяжённостью 98 км), соединяющая город Ковдор с трассой Федерального значения P21 Санкт-Петербург — Мурманск (соединение в районе реки Пиренга, 25 км севернее города Полярные Зори), а также железнодорожная ветка сообщения Ковдор — Кандалакша.
Организовано прямое автобусное сообщение с Апатитами, Кандалакшей, Кировском, Мончегорском, Мурманском, Оленегорском, Полярными Зорями.

## Туризм
Работает гостиница «Уют», рядом городская автостоянка. Современный горнолыжный комплекс «ВАРС».

## Культура
В Ковдоре расположен городской Дворец культуры, в посёлке Ёнский — сельский Дом культуры. Районный Ковдорский краеведческий музей, Центр детского творчества, Детская Школа Искусств в Ковдоре, музыкальные школы в городе и в Ёнском.
Центральная библиотечная система района включает в себя три библиотеки в городе (одна из них — детская) и одну в посёлке Ёнском.
Знак памяти «Самолёт ЯК 9Д», установленный в 1986 году в память о летчиках-защитниках Советского Заполярья
Мемориальный комплекс «Защитникам Советского Заполярья», первая плита которого была установлена в 1974 году